# Jožica Jožef Beg
Jožica Jožef Beg, profesorica slovenskega jezika in diplomirana bibliotekarka, raziskovalka *17. marec 1963, Novo mesto. 
Raziskovalka, ki je napisala prispevke k poučevanju slovenskega jezika in književnosti. Je tudi predsednica Zveze društev Slavistično društvo Slovenije.

## Življenje in delo
Po končani Pedagoški gimnaziji v Novem mestu je leta 1983 diplomirala na Pedagoški akademiji v Ljubljani, kjer je študirala slovenski jezik s književnostjo in knjižničarstvo. Leta 1992 se je vpisala v tretji letnik Filozofske fakultete v Ljubljani, smer slovenski jezik s književnostjo in bibliotekarstvo, kjer leta 1995 pridobila strokovni naziv profesorica slovenščine in diplomirana bibliotekarka. Leta 2010 se je vpisala na doktorski študijski program Humanistika in družboslovje, področje slovenistika. Leta 2015 je uspešno zagovarjala doktorsko disertacijo z naslovom Razvijanje ključnih zmožnosti pri književnem pouku v gimnaziji. V disertaciji ugotavlja velik razkorak med samoocenami zmožnosti in stališč dijakov gimnazije ter njihovimi dosežki pri preizkusu zmožnosti literarnega branja. Na podlagi dela in nadaljnjega raziskovanja je izšla znanstvena monografija. 
Svojo poklicno pot je začela na Osnovni šoli Šmarjeta, nato pa se je leta 1993 zaposlila na Šolskem centru Novo mesto, kjer je poučevala  slovenščino v različnih izobraževalnih programih. Leta 2015 je postala predsednica Slavističnega društva Dolenjske in Bele krajine, leta 2022 pa predsednica Zveze društev Slavistični društvo Slovenije. Med leti 2019 in 2022 je bila članica Strokovne komisije za slovenski jezik pri Ministrstvu Republike Slovenije za kulturo. .

## Prispevki in dosežki
Njeno delo se osredotoča na razvijanje jezikovnih zmožnosti, bralne kulture in kulturne zavesti med dijaki. Sodelovala je pri različnih projektih, kot so snemanje učnih ur, publikacije in raziskovalne naloge. Je avtorica in soavtorica več učbenikov za jezik in književnost v srednji šoli, strokovnih in znanstvenih prispevkov v Jeziku in slovstvu, Slovenščini v šoli in na nacionalnih ter mednarodnih konferencah. Leta 2015 je prejela priznanje Slavističnega društva Slovenije za posebne dosežke na pedagoškem področju. 
Septembra 2015 je postala predsednica Slavističnega društva Dolenjske in Bele krajine. Pod njenim vodstvom je društvo povečalo svojo prisotnost v lokalni in širši skupnosti ter postalo pomemben promotor literarnega ustvarjanja. Od leta 2016 društvo vsako leto organizira literarni natečaj za poezijo in kratko prozo, posvečen literarnim ustvarjalcem, povezanih z Novim mestom ter regijama Dolenjska in Bela krajina. Jeseni 2019 je dala pobudo za izhajanje domoznanske zbirke Skrita literarna dediščina Dolenjske in Bele krajine. Leta 2022 je postala predsednica Zveze društev Slavistično društvo Slovenije. 

## Dela
Jožica Jožef Beg je avtorica in soavtorica znanstvenih in strokovnih prispevkov, učbenikov in drugih gradiv. 
Učbeniki in priročniki
- Slovenska književnost: učbenik z berilom za nižje poklicne šole (COBISS)
- Slovenski jezik: učbenik za slovenščino v 1. in 2. letniku nižjega poklicnega izobraževanja (COBISS)
- Obvladam. Slovenščina 2, vadnica za SŠ (COBISS)
- Obvladam. Slovenščina 3, vadnica za SŠ (COBISS)
- Obvladam. Slovenščina 4, vadnica za SŠ (COBISS)
- Matura. Slovenščina (COBISS)
- Na začetku je bila pesem: medpredmetni samostojni delovni zvezek za književno in glasbeno vzgojo (COBISS)
- Slovenščina 1 – SDZ (COBISS)
- Slovenščina 2 – SDZ (COBISS)
- Slovenščina 3 – SDZ (COBISS)
- Slovenščina 4 – SDZ (COBISS)
- Literarna doživetja 1: berilo in učbenik za 1. letnik srednjih strokovnih šol in gimnazij (COBISS)
- Literarna doživetja 2: berilo in učbenik za 1. letnik srednjih strokovnih šol in gimnazij (COBISS)

Znanstvene monografije
- Razvijanje ključnih zmožnosti pri pouku književnosti v gimnaziji (COBISS)

Uredniško delo
- Večnaslovniška odprtost pravljic: mednarodni znanstveni simpozij, Novo mesto, 17. september 2020; zbornik prispevkov (COBISS)
- Naslavljanje raznolikosti v jeziku in književnosti: [Slovenski slavistični kongres, Maribor, 28.-30. september 2023] (COBISS)

Znanstveni in strokovni članki
- The historical novel as a basis for developing linguistic and literary competence in secondary school literature classes (COBISS)
- Vzgoja kultiviranega bralca kot najpomembnejši cilj pouka književnosti v gimnaziji (COBISS)
- Pogledi na literarno zmožnost v didaktiki književnosti (COBISS)
- Osvobodilni tisk za mladino (COBISS)
- Vabilo k branju: vojna v literaturi (COBISS)
- Razvijanje ključnih zmožnosti z nalogami in vprašanji v učbenikih za književnost v gimnaziji in štiriletnih strokovnih šolah (COBISS)
- Branje pri fantih na Šolskem centru Novo mesto−Boy reading at School centre Novo mesto (COBISS)
- Učbenik pri pouku književnosti v dveletnih poklicnih šolah (COBISS)
- Osebnoizpovedne in angažirane pesmi Vere Albreht (COBISS)
- Govorna interpretacija literarnega besedila v gimnaziji (COBISS)
- Svetovna književnost v berilih za splošno srednješolsko izobraževanje po letu 1945 (COBISS)
- Poezija upora med narodnoosvobodilnim bojem (COBISS)

Doktorska disertacija
- Razvijanje ključnih zmožnosti pri književnem pouku v gimnaziji: doktorska disertacija (COBISS)

## Razvijanje ključnih zmožnosti pri pouku književnosti v gimnaziji
Monografija Jožice Jožef Beg obravnava uveljavljanje koncepta ključnih zmožnosti v evropskem in slovenskem izobraževalnem prostoru ter definicije pojmov zmožnost/kompetenca, ključne zmožnosti in literarnobralna zmožnost. Analiziran je pomen pouka književnosti v evropskih šolskih kurikulumih in učnem načrtu za slovenščino v gimnazijah, s poudarkom na razvoju ključnih zmožnosti, kot so sporazumevanje v maternem jeziku, kulturna zavest in izražanje, socialne zmožnosti, učenje učenja in digitalna pismenost. Monografija ocenjuje, kako aktualni učbeniki za književnost prispevajo k razvoju teh zmožnosti. 
Jožica Jožef Beg v raziskavi analizira percepcijo gimnazijcev o razvitosti njihovih ključnih zmožnosti skozi vprašalnike in preizkuse razčlembe umetnostnega besedila. Prav tako so učitelji ocenili pristop k razvoju ključnih zmožnosti. Rezultati so pokazali, da dijaki visoko ocenjujejo svoje zmožnosti, ampak rezultati ne odražajo njihove dejanske uspešnosti pri preizkusih. Izpostavljeno je tudi, da dijaki redko uporabljajo informacijsko in komunikacijsko tehnologijo za potrebe pouka in raje berejo tradicionalne knjige. Njihove bralne navade se večinoma osredotočajo na prevode in žanrsko literaturo. 

### Ključne ugotovitve
Ena izmed ključnih ugotovitev raziskave je, da dijaki visoko ocenjujejo svojo samoučinkovitost, ampak se te ocene ne skladajo z njihovimi dosežki pri razčlembi besedil. Ugotovljeno je bilo, da dijaki, ki besedila niso obravnavali pri pouku, dosegajo boljše rezultate pri razčlembi, kar nakazuje, da predhodno poznavanje besedila lahko ovira njihovo natančnost pri analizi. Pomembna ugotovitev je tudi, da sodobne metode poučevanja, kljub njihovi uvedbi, ne zagotavljajo večje uspešnosti dijakov. Raziskava opozarja, da se družbene spremembe odražajo tudi v spremembah srednješolske populacije, kar zahteva prilagoditev strategij dela za ohranjanje kakovosti izobraževanja. Evropske smernice so po letu 2008 spodbudile spremembe v izobraževalnem procesu, vključno z uvajanjem projektnega dela, timskega poučevanja in različnih oblik povezovanj, kar motivira dijake za ustvarjalno delo. Kljub temu pa obsežni izpitni katalog za maturo in številčni razredi silijo učitelje k frontalnemu delu, kar je manj časovno potratno in bolj ekonomsko učinkovito. 

### Dolgoročne rešitve in priporočila
Monografija poudarja, da kompetenčni pristop lahko izboljša dosežke, če je pravilno razumljen in celostno uporabljen. Priporočila za pedagoško prakso vključujejo metode in strategije za razvijanje ključnih zmožnosti pri pouku književnosti, zlasti znotrajpredmetne, medpredmetne in nadpredmetne aktualizacije z didaktičnimi primeri. Uspešni pristopi vključujejo dejavnosti, ki spodbujajo samostojno delo dijakov in sodelovanje v skupinah, pri čemer se razvijajo ključne zmožnosti, ki so uporabne tudi v kasnejšem življenju. Jožica Jožef Beg zaključuje monografijo, da je potrebno ohraniti visok nivo zahtevnosti gimnazijskega pouka in spodbujati trajnostno znanje. Učiteljeva pričakovanja morajo biti visoka, ampak dosegljiva, da dijaki lahko sledijo ciljem in razvijajo ključne zmožnosti, ki jim bodo omogočile napredovanje v življenju. 

## Učbenik pri pouku književnosti v dveletnih poklicnih šolah
Jožica Jožef Beg v članku obravnava izzive in možnosti za uspešno delo v oddelkih skrajšanega programa (SKR). Poudarja, da je za uspešno delo ključnega pomena, da učitelji sprejemajo učence brez predsodkov in upoštevajo smernice za delo v dveletnih poklicnih šolah. Cilji in zahteve naj bodo prilagojeni zmožnostim učencev, saj pozitivna izkušnja uspeha spremeni njihov odnos do materinščine. Avtorica opozarja na pomembnost učnih pripomočkov, zlasti učbenikov, ki imajo velik pomen za učence z nižjimi sposobnostmi. 
Jožica Jožef Beg opisuje svoje izkušnje pri sestavljanju učnega pripomočka za svoje učence, pri čemer ugotavlja, da je delo bolj zahtevno, kot je sprva pričakovala. Kljub temu, da je pripomoček že v uporabi, priznava, da delo še ni končano in da obstaja prostor za izboljšave. Predlaga vključitev več vprašanj za spodbujanje predstav, zaznavanje razpoloženj in vrednotenje. Prav tako meni, da bi dodajanje besedil iz svetovne književnosti in tematsko razvrščanje lahko obogatilo učbenik. Vključitev različnih besedil, kot so odlomki iz zgodovinskih, pustolovskih in kmečkih povesti, znanstvene fantastike, stripov in anekdot, bi učbenik naredil bolj privlačen in zanimiv za učence. 
Pri sestavljanju novih učnih načrtov in učbenikov avtorica opozarja na potrebo po upoštevanju različnih načel razvrščanja besedil glede na stopnjo izobraževanja. V triletnih poklicnih šolah se lahko uporablja tematsko načelo, vendar to načelo ni primerno za dveletne poklicne šole, saj v tem programu učenci dopolnjujejo osnovnošolsko izobrazbo in pogosto nadaljujejo šolanje v triletnih poklicnih šolah, zato je primerno, da pri pouku književnosti v dveletni poklicni šoli veljajo ista načela kot v osnovni šoli. Jožica Jožef Beg poudarja, da poklicne šole doživljajo velike spremembe, ki bodo vplivale tudi na pouk materinščine. 

## Pogledi na literarno zmožnost v didaktiki književnosti
Jožica Jožef Beg je v članku obravnavala pomembnost sistematičnega razvoja literarnih zmožnosti med mladimi v institucionalnem okviru, ki sega od vrtca do zaključka šolanja. Poudarila je, da je ključno, da mladi že v šolskem okolju redno prihajajo v stik z raznolikimi literarnimi deli, vključno s tistimi, ki so zahtevnejša ali zgodovinsko oddaljena, saj takšno branje spodbuja angažirano razumevanje. Opozorila je, da razumevanje literature presega zgolj branje in razpravljanje o njej, saj vključuje tudi analizo del v njihovem zgodovinskem in kulturnem kontekstu. Literarne zmožnosti, kot so sporazumevalne veščine v maternem in tujem jeziku ter kulturna ozaveščenost, so ključne za celostni razvoj posameznika. V članku je izpostavila pomen različnih oblik literature, vključno s tradicionalnim in elektronskimi mediji, pri čemer posamezniki razvijajo sposobnost uporabe informacijsko-komunikacijske tehnologije in vztrajnost pri daljšem osredotočanju na dejavnost, kar podpira tudi učenje učenja. Poudarila je, da morajo aktivnosti pri pouku književnosti uravnoteženo spodbujati vse štiri sporazumevalne dejavnosti: poslušanje, branje, govorjenje in pisanje o literarnih delih. S takšnim pristopom se mladi pripravljajo na izzive sodobnega sveta in razvijajo kritično razmišljanje ter širijo svoje obzorje. 

## Vzgoja kultiviranega bralca kot najpomembnejši cilj pouka književnosti v gimnaziji
Članek, avtorice Jožice Jožef Beg, se osredotoča na pomembnost vzgoje kultiviranih bralcev kot ključnega cilja pouka književnosti v gimnazijah. Avtorica poudarja, da je razvijanje literarne pismenosti in kritičnega mišljenja pri dijakih bistvenega pomena za njihovo celostno izobraževanje in osebni razvoj. 
Sistemska literarnodidaktična paradigma, ki temelji na evropskih smernicah in učnih načrtih, usmerja učitelje književnosti k spodbujanju globokega razumevanja književnih del. Učitelji imajo ključno vlogo pri usmerjanju dijakov k literarnemu raziskovanju in razumevanju, saj njihove metode poučevanja bistveno vplivajo na bralne navade dijakov ter njihovo sposobnost analiziranja in vrednotenja književnih del. Jožica Jožef Beg poudarja, da branje leposlovja prispeva k razvoju empatije, kritičnega mišljenja in interpretacije različnih besedi, kar je ključno v sodobni informacijski družbi. 
Raziskava, ki je bila izvedena med dijaki gimnazij, je preučevala, kako dijaki dojemajo vpliv branja leposlovja na različnih področjih njihovih življenj. Ugotovitve so pokazale, da dijaki, ki so vključeni v kakovostno literarno izobraževanje, bolj cenijo in uživajo v branju. Takšni dijaki razvijajo boljše razumevanje pomena književnosti za osebni razvoj in družbeno angažiranost. Jožica Jožef Beg poudarja, da je vzgoja kultiviranega bralca temeljni cilj pouka književnosti v gimnazijah. Sistematičen pristop k poučevanju, ki vključuje spodbujanje globokega razumevanja književnih del in razvoj kritičnega mišljenja, je ključnega pomena za vzgojo kultiviranih bralcev. Takšen pristop prispeva k širšemu družbenemu in kulturnemu razvoju ter dijake pripravi na aktivno sodelovanje v družbi. Zaključek članka potrjuje, da literarno izobraževanje pomembno vpliva na celostni razvoj mladih in njihovo sposobnost kritičnega razmišljanja ter aktivnega sodelovanja v družbenem življenju. 